# Habřina (tvrz)
Habřina je zaniklá tvrz ve stejnojmenné vesnici v okrese Hradec Králové. Dochovalo se z ní tvrziště na pozemku u domu čp. 35. Spolu se zbytky blízkých hradů Rotemberk a Vražba je chráněno jako kulturní památka ČR.

## Historie
O tvrzi se nedochovaly žádné písemné zprávy. Vznikla však pravděpodobně ve druhé polovině čtrnáctého století. V roce 1357 jsou zmiňováni vladykové Koňata z Habřiny a Čeněk z Hustířan, který však v roce 1376 používal přídomek z Habřiny. Z jejich rodu se v roce 1387 připomíná Bavor z Habřiny a v roce 1404 Petr Habřinský. V patnáctém století tvrz zpustla. Další známý majitel, Aleš Rodovský z Hustířan, vesnici v roce 1533 prodal z 850 kop českých grošů Mikuláši Trčkovi z Lípy.

## Stavební podoba
Tvrziště má podobu okrouhlého pahorku obklopeného příkopem, do kterého bylo možné napustit vodu ze zaniklého rybníka.